# Max Schmeling (film)
Pour plus de détails, voir Fiche technique et Distribution.
Max Schmeling est un film allemand réalisé par Uwe Boll, sorti en 2010.

## Synopsis
La vie du boxeur allemand Max Schmeling.

## Fiche technique
- Titre : Max Schmeling
- Réalisation : Uwe Boll
- Scénario : Timo Berndt
- Musique : Jessica de Rooij
- Photographie : Mathias Neumann
- Montage : Charles Ladmiral
- Production : Dan Clarke et Wolfgang Herold
- Société de production : Boll Kino Beteiligungs & Co., Herold Productions et Jadran film
- Pays :  Allemagne et  Croatie
- Genre : Biopic, drame, guerre
- Durée : 123 minutes
- Dates de sortie : 
  -  Allemagne : 7 octobre 2010

## Distribution
- Henry Maske : Max Schmeling
- Heino Ferch : Max Machon
- Susanne Wuest : Anny Ondra
- Vladimir Weigl : Joe Jacobs
- Arved Birnbaum : Hans v. Tschammer u. Osten
- Christian Kahrmann : Lehback
- Elliot Cowan : Alan Walken
- Yoan Pablo Hernández : Joe Louis
- Klaus Schindler : Schönn
- Enad Licina : Jack Sharkey
- Manfred Wolke : l'entraineur de Sharkey
- Arthur Abraham : Richard Vogt
- Ulli Wegner : l'entraineur de Vogt

## Accueil
Karsten Kastelan pour The Hollywood Reporter a qualifié le film de « décevant » avec un scénario en forme de page Wikipédia.